# Open Mine
Open Mine – czasopismo holdingu przemysłowego New World Resources Plc., zarejestrowanego w Londynie i z siedzibą w Holandii, które ukazuje się kwartalnie w trzech wersjach językowych – angielskiej, czeskiej i polskiej. Czasopismo porusza tematykę eksploatacji węgla kamiennego i produkcji koksu, zawiera też istotne informacje na temat działalności New World Resources i jej spółek zależnych: OKD, OKK Koksovny i NWR Karbonia.
Open Mine ukazuje się w formie drukowanej i elektronicznej od 2009 roku. Jego redaktorem naczelnym jest Tomáš Píša, a redaktorem prowadzącym Marek Síbrt, który należy również do zespołu redakcyjnego tygodnika „Horník“ ("Górnik"), wydawanego przez spółkę węglową OKD. 